# La Liga de 1929–30
A La Liga de 1929–30 foi a segunda edição da Primeira Divisão da Espanha de futebol. O campeão da temporada anterior foi o FC Barcelona. Com 10 participantes, o campeão de forma invicta foi o Athletic Bilbao.

## Classificação final
| Pos | Equipe             | Pts | J  | V  | E | D  | GM | GS | GG  |
| --- | ------------------ | --- | -- | -- | - | -- | -- | -- | --- |
| 1   | Athletic Bilbao    | 30  | 18 | 12 | 6 | 0  | 63 | 28 | 35  |
| 2   | FC Barcelona       | 23  | 18 | 11 | 1 | 6  | 46 | 36 | 10  |
| 3   | Arenas Club        | 20  | 18 | 9  | 2 | 7  | 51 | 40 | 11  |
| 4   | RCD Español        | 20  | 18 | 9  | 2 | 7  | 40 | 33 | 7   |
| 5   | Real Madrid        | 17  | 18 | 7  | 3 | 8  | 45 | 42 | 3   |
| 6   | Real Unión         | 17  | 18 | 6  | 5 | 7  | 48 | 52 | -4  |
| 7   | Real Sociedad      | 14  | 18 | 5  | 4 | 9  | 34 | 37 | -3  |
| 8   | Real Racing Club   | 14  | 18 | 7  | 0 | 11 | 32 | 58 | -26 |
| 9   | CD Europa          | 13  | 18 | 6  | 1 | 11 | 29 | 44 | -15 |
| 10  | Atlético de Madrid | 12  | 18 | 5  | 2 | 11 | 32 | 50 | -18 |

|  | Descenso a Segunda División |

## Artilheiros
| Nome                | Gols | Time            |
| ------------------- | ---- | --------------- |
| Guillermo Gorostiza | 20   | Athletic Bilbao |
| Gaspar Rubio        | 19   | Real Madrid     |
| Santiago Urtizberea | 18   | Real Unión      |
| Víctor Unamuno      | 15   | Athletic Bilbao |
| Luis Regueiro       | 14   | Real Unión      |
| Manuel Gurruchaga   | 14   | Arenas Club     |
| José Iraragorri     | 13   | Athletic Bilbao |